# Säveskolan
Säveskolan var en gymnasieskola i Visby på Gotland, uppkallad efter Pehr Arvid Säve. Skolan invigdes för 1500 elever, över hundra lärare och ett femtiotal övrig skolpersonal år 1971 och var gemensam för hela Gotlands kommun. Skolan kostade 20 miljoner kronor att bygga.
Nu har skolan uppdelats i fyra olika gymnasieskolor: Christopher Polhemgymnasiet, Elfrida Andrégymnasiet, Richard Steffengymnasiet och Trojaborggymnasiet.  Man kallar dessa ännu för Säve eller Säveskolan som ett kollektivt (och traditionellt) namn.
Sedan höstterminen, år 2014, är de olika gymnasieskolorna åter en samlad kommunal gymnasieskola, vid namn Wisbygymnasiet.